# Jani Liimatainen
Jani Allan Kristian Liimatainen (ur. 9 września 1980 w Kemi) – fiński muzyk, wokalista, kompozytor i autor tekstów. Jani Liimatainen znany jest przede wszystkim z występów w zespole Sonata Arctica, w którym grał na gitarze w latach 1999–2007. Równolegle, w latach 2000–2005 występował w grupie Altaria.
Jest typowym samoukiem, dlatego jego styl jest łatwo rozpoznawalny. Zespoły: Freak Kitchen, Dream Theater i Pain of Salvation miały największy wpływ na jego grę. Najczęściej używa gitar firmy Ibanez, modeli: Destroyer DT 200 Custom (także 7-strunową), Ibanez RG1527,Ibanez JPM4 – sygnowaną nazwiskiem Johna Petrucci, a także jego własnych, robionych na zamówienie gitar z serii RG. Korzysta ze wzmacniaczy firm: Mesa Boogie i Marshall.
Będąc członkiem grupy Sonata Arctica, skomponował utwory „My Selene” z albumu Reckoning Night (2004) oraz „Prelude for Reckoning” – wprowadzenie do koncertu „For the Sake of Revenge” (2006). Jani jest też współautorem trzech utworów z pierwszego albumu zespołu, Ecliptica: „8th Commandment”, „Replica” i „Picturing the Past”.
Nagrał również dwa pełnometrażowe albumy w zespole Altaria, który opuścił w 2005 roku by skoncentrować się na swoich funkcjach w pierwotnym zespole. W 2007 roku, po wydaniu albumu Unia, opuścił zespół z nieokreślonych oficjalnie przyczyn. Elias Viljanen zajął jego miejsce.
Aktualnie Jani pracuje nad własnym, rockowym projektem o nazwie „Sydänpuu” w którym, śpiewa (po fińsku), gra na gitarach i klawiszach obok perkusisty Risto Koskinena. W 2009 roku założył grupę Cain’s Offering. Do współpracy zaprosił uznanych muzyków: Timo Kotipelto, Mikko Härkin, Jukka Koskinen, Jani Hurula.
29 sierpnia 2017 roku Jani Liimatainen i Anette Olzon, była wokalistka zespołu Nightwish, ogłosili utworzenie grupy The Dark Element. 10 listopada 2017 roku ukazał się debiutancki album studyjny zespołu, nazwany tak samo jak on. 
W 2019 roku został oficjalnie ogłoszony nowym gitarzystą zespołu Insomnium przy okazji zapowiedzi nowego albumu grupy, Heart Like a Grave. Liimatainen od 2015 roku był muzykiem koncertowym Insomnium, zastępującym gitarzystę Ville Frimana.

## Dyskografia
Albumy
| Tytuł                             | Dane dot. albumu                                 | Pozycja na liście |
| Tytuł                             | Dane dot. albumu                                 | FIN               |
| --------------------------------- | ------------------------------------------------ | ----------------- |
| Blackoustic (oraz Timo Kotipelto) | - Data: 19 października 2012 - Wydawca: earMUSIC | 13                |

Inne
| Album                                              | Rok  | Uwagi                                                                                        | Źródło |
| -------------------------------------------------- | ---- | -------------------------------------------------------------------------------------------- | ------ |
| Sonata Arctica – Ecliptica                         | 1999 | członek zespołu; gitara                                                                      | [ 13 ] |
| Sonata Arctica – Silence                           | 2001 | członek zespołu; gitara                                                                      | [ 14 ] |
| Celesty – Reign Of Elements                        | 2002 | gościnnie gitara w utworze „Revenge”                                                         | [ 15 ] |
| Sonata Arctica – Winterheart’s Guild               | 2003 | członek zespołu; gitara                                                                      | [ 16 ] |
| Altaria – Invitation                               | 2003 | członek zespołu; gitara, instrumenty klawiszowe                                              | [ 17 ] |
| Sonata Arctica – Reckoning Night                   | 2004 | członek zespołu; gitara                                                                      | [ 18 ] |
| Altaria – Divinity                                 | 2004 | członek zespołu; gitara, instrumenty klawiszowe                                              | [ 19 ] |
| Human Temple – Insomnia                            | 2004 | gościnnie gitara w utworach „Goin’ All The Way” i „Animal”                                   | [ 20 ] |
| Sonata Arctica – Unia                              | 2007 | członek zespołu; gitara                                                                      | [ 21 ] |
| Karmic Link – No Light but Rather Darkness Visible | 2008 | gościnnie gitara w utworze „Devil’s Dance”                                                   | [ 22 ] |
| Cain’s Offering – Gather the Faithful              | 2009 | członek zespołu; instrumenty klawiszowe, gitara, programowanie                               | [ 23 ] |
| Stratovarius – Nemesis                             | 2013 | gościnnie gitara akustyczna w utworze „If The Story Is Over”                                 | [ 24 ] |
| Antti Railio – Vieras Maa                          | 2014 | gościnnie gitara w utworach „Halla Ja Etelätuuli”, „Kaiken Muun Saa Viedä” i „Pieni Ihminen” | [ 25 ] |
| The Dark Element – The Dark Element                | 2017 | członek zespołu; gitara                                                                      | [ 9 ]  |
| Insomnium – Heart Like a Grave                     | 2019 | członek zespołu; gitara                                                                      | [ 10 ] |